# Мистолово
Ми́столово (фин. Mistola) — деревня в Бугровском городском поселении Всеволожского района Ленинградской области.

## История
По мнению авторов краеведческой книги «Всеволожск» И. В. Венцеля и Н. Д. Солохина, деревня возникла ещё до Северной войны, во времена шведского владычества, но на подробной шведской карте 1704 года, Мистолово отсутствует.
Упоминается на карте 1727 года как Мистула.
Как деревня Мистолова она обозначена на «карте окружности Санкт-Петербурга» 1810 года.

МИСТАЛОВО — деревня мызы Осиновая Роща, принадлежит Лопухиной, княгине, действительной статской советнице, жителей по ревизии: 129 м. п., 172 ж. п.; (1838 год)

В 1844 году деревня Мистолова насчитывала 37 дворов.
На этнографической карте Санкт-Петербургской губернии П. И. Кёппена 1849 года она обозначена как деревня «Mistola», расположенная в ареале расселения эвремейсов. В пояснительном тексте к этнографической карте указано количество её жителей на 1848 год: эвремейсов — 132 м. п., 182 ж. п.; ижоры — 15 м. п., 15 ж. п.; всего 344 человека.

МИСТОЛОВО — деревня гр. Левашёвой по Выборгскому почтовому тракту 21 версту, а потом по просёлкам, 51 двор, 135 душ м. п. (1856 год)

Согласно «Топографической карте частей Санкт-Петербургской и Выборгской губерний» в 1860 году деревня Мистилова насчитывала 45 дворов.

МИСТОЛОВО — деревня владельческая при колодцах, 52 двора, 135 м. п., 153 ж. п.; (1862 год)

В 1868—1869 годах временнообязанные крестьяне деревни выкупили свои земельные наделы у В. Ф. Кусовой и стали собственниками земли.

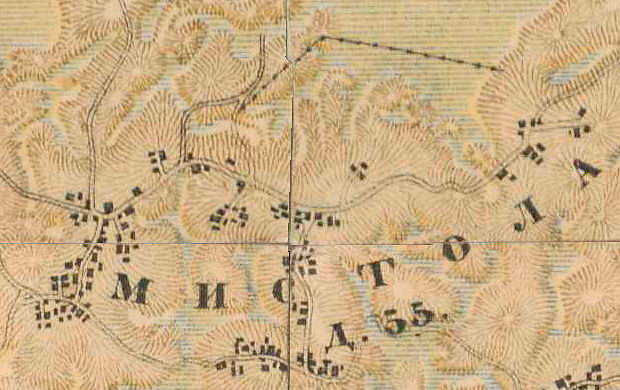
План деревни Мистолово. 1885 год

В 1885 году деревня Мистола насчитывала 55 дворов.

МИСТАЛОВО (ВИРО-МЯКИ) — крестьянское поселение, Мисталовского сельского общества 11 дворов, 24 м. п., 32 ж. п., всего 56 чел. смежно с другими частями селения, земская школа.

МИСТАЛОВО (КАРАЗАН-МЯКИ) — крестьянское селение, Мисталовского сельского общества 18 дворов, 47 м. п., 48 ж. п., всего 95 чел. смежно с другими частями селения Мисталово.

МИСТАЛОВО (РАНИЗЕНЬМЯКИ) — крестьянское селение, Мисталовского сельского общества 7 дворов, 16 м. п., 19 ж. п., всего 35 чел. смежно с другими частями селения Мисталово.

МИСТАЛОВО (ХОБОМОН) — крестьянское селение, Мисталовского сельского общества 35 дворов, 121 м. п., 121 ж. п., всего 242 чел. смежно с другими частями селения Мисталово.

МИСТАЛОВО (ХОММЯКИ) — крестьянское селение, Мисталовского сельского общества 14 дворов, 43 м. п., 65 ж. п., всего 108 чел. смежно с частями селения Мисталово.

УСКЮЛЯ — на земле графа Левашова, поселок арендаторов, живущих преимущественно на своих полях 12 дворов, 26 м. п., 32 ж. п., всего 58 чел. при селении Мисталово, по дороге к селению Сярьги. (1896 год)

В 1895 году в Мистолове открылась земская школа (Мистоловское училище), учителем в которой был Артемий Михайлович Фёдоров.
Согласно данным первой переписи населения Российской империи:

МИСТОЛОВО — деревня, протестантов — 581, мужчин — 290, женщин — 329, обоего пола — 619. (1897 год)

В конце XIX века деревня административно относилась к 3-му стану Санкт-Петербургского уезда Санкт-Петербургской губернии, в начале XX века — к Осинорощинской волости 2-го стана. Население деревни было однородным — финским.

МИСТОЛОВО — селение Мистоловского сельского общества Осинорощинской волости, число домохозяев — 94, наличных душ — 480; количество надельной земли — 523 дес. (1905 год)

В 1908 году в деревне проживали 618 человек из них 64 детей школьного возраста (от 8 до 11 лет).
В 1909 году в деревне было 78 дворов.
Согласно переписи населения СССР 1926 года:

МИСТОЛОВО — деревня Мистоловского сельсовета Парголовской волости Ленинградского уезда, 147 хозяйств, 747 душ.

Из них: русских — 6 хозяйств, 22 души; ингерманландцев — 140 хозяйств, 721 душа; суоми — 1 хозяйство, 4 души. (1926 год)

В состав Мистоловского сельсовета по данным переписи населения 1926 года входили деревни: Мистолово и Сярьги.
В том же 1926 году был организован Мистоловский финский национальный сельсовет, население которого составляли: финны — 1274, русские — 103, другие нац. меньшинства — 8 человек.
В 1928 году население деревни составляло 749 человек.
В 1930-е годы жители деревни Мистолово были объединены в колхоз «Тюё» (фин. Työ — Труд).
По административным данным 1933 года в Мистоловский сельсовет Куйвозовского финского национального района входили деревни: Мистолово, Карабсельки и Сярьги, общей численностью населения 1332 человека.
По административным данным 1936 года деревня Мистолово являлась центром Мистоловского сельсовета Токсовского района.  В сельсовете было 3 населённых пункта, 312 хозяйств и 3 колхоза.
Согласно переписи населения СССР 1939 года:

МИСТОЛОВО — деревня Мистоловского сельсовета Парголовского района, 741 чел. (1939 год)

Национальный сельсовет был ликвидирован весной 1939 года.

Деревня Мистолово на карте 1939 года

Согласно топографической карте РККА 1939 года деревня насчитывала 168 дворов. В 1940 году деревня также насчитывала 168 дворов. В деревне была своя школа.
До 1942 года — место компактного проживания ингерманландских финнов, впоследствии депортированных.
В 1958 году население деревни составляло 288 человек.
По данным 1966 и 1973 годов деревня Мистолово входила в состав Муринского сельсовета.
С 23 октября 1989 года деревня Мистолово находилась в составе Бугровского сельсовета.
В 1993 году в деревне начал свою работу всесезонный курорт «Охта Парк».
В 1997 году в деревне Мистолово Бугровской волости проживали 28 человек, в 2002 году — 89 человек (русские — 84%).
В 2007 году в деревне Мистолово Бугровского СП — 122 человека.
В деревне ведётся активное коттеджное строительство.

## География
Деревня расположена в северо-западной части района на автодороге А121 (Санкт-Петербург — Сортавала — автомобильная дорога Р-21 «Кола») «Сортавала» в месте пересечения её автодорогой 41К-316 (Порошкино — Капитолово).
Расстояние до административного центра поселения 8 км.
Расстояние до ближайшей железнодорожной станции Девяткино — 5 км.
Деревня находится на моренных холмах, к северо-западу от деревни Энколово и к югу от реки Охта.

## Демография
| 1862 | 2007 | 2010 | 2017 |
| ---- | ---- | ---- | ---- |
| 288  | ↘122 | ↗161 | ↗174 |

Национальный состав
Согласно данным Всероссийской переписи населения 2021 года в деревне проживали 2359 человек, из них:
 русские — 2021, украинцы — 40, белорусы — 28, татары — 18, армяне — 11, азербайджанцы — 7, узбеки — 7, финны — 6, буряты — 5, молдаване — 4, эстонцы — 4, грузины — 3, евреи — 3, башкиры — 2, манси — 2, мордва — 2, таджики — 2, уйгуры — 2, чуваши — 2, аварцы — 1, ингуши — 1, казахи — 1, калмыки — 1, коми — 1, корейцы — 1, литовцы — 1, немцы — 1, осетины — 1, другие национальности — 26 человек, остальные национальность не указали.

## Инфраструктура
- Горнолыжный курорт «Охта Парк»[45]

## Транспорт
Автобусы:
- № 680 Сярьги —  «Девяткино» (часть рейсов до/из Мендсар)

## Памятники
Решением облисполкома № 189 от 16 мая 1988 года, расположенная в 2 км северо-восточнее деревни Мистолово братская могила советских воинов и мирных жителей, погибших в годы блокады Ленинграда, признана памятником истории.

## Культура и искусство
В деревне Мистолово 24 июля 1968 года на производственной базе студии «Ленфильм» были отсняты первые сцены фильма «Белое солнце пустыни».

## Улицы
1-я линия, 2-я линия, Альпийский проезд, Берёзовый переулок, Благодатная, Ближняя, Верхний проезд, Верхняя, Главная, Горная, Горный проезд, Грибной проезд, Дальняя, Заповедная, Кедровый проезд, Колхозная, Кольцевая, Короткая, Курортная, Лесная, Луговая, Луговой проезд, Людмилы Кедриной, Мирная, Моховой проезд, Нижний проезд, Нижняя, Орлиный проезд, Парковая, Пихтовый проезд, Подгорная, Полевая, Родниковый проезд, Светлый проезд, Северный проезд, Совхозная, Сосновая, Спортивный проезд, Средний проспект, Степная, Таёжный проезд, Тенистая, Тихая, Токсовская, Хвойный проезд, Хуторская, Центральная, проезд Эдельвейс, Южный проезд, Южный склон, Юркина, Юрочкин переулок.

## Садоводства
Крокус, Северный луч, Солнечное-2, Спорт.